# Borkowice (województwo wielkopolskie)
Borkowice – wieś w Polsce położona w województwie wielkopolskim, w powiecie poznańskim, w gminie Mosina.
W latach 1975–1998 miejscowość administracyjnie należała do województwa poznańskiego.
Borkowice są niewielką wsią sołecką leżącą około 7 km od Mosiny. Wieś jest typową ulicówką, powstała jako osada olęderska w 1750 roku. We wsi rośnie pomnikowy dąb o obwodzie około 5 m. Zabudowa mieszkalna i gospodarcza Borkowic pochodzi z XIX wieku i w większości są to konstrukcje drewniano-szachulcowe (np. budynki nr 5, 22, 23, 26).